# Pasaporte irlandés
El pasaporte irlandés (en irlandés: Pas na hÉireann; en inglés: Irish passport) es el pasaporte expedido a los ciudadanos de Irlanda. Un pasaporte irlandés permite al portador viajar internacionalmente y sirve como evidencia de la ciudadanía irlandesa y de la ciudadanía de la Unión Europea. También facilita el acceso a la asistencia consular de las embajadas de Irlanda y de cualquier embajada de otros Estados miembros de la Unión Europea en el extranjero.
Los pasaportes irlandeses son emitidos por el Departamento de Asuntos Exteriores y Comercio de Dublín. Todos los pasaportes irlandeses han sido biométricos desde 2006. En 2015, el gobierno irlandés introdujo la Tarjeta Pasaporte, que permite a los ciudadanos irlandeses que ya poseen un pasaporte, viajar por todo el Espacio Económico Europeo y Suiza. Una tarjeta de pasaporte irlandesa está destinada a fines de viaje e identificación y funciona de manera similar a una tarjeta de identidad nacional europea.
Tanto los pasaportes irlandeses como las tarjetas de pasaporte irlandesas permiten a los ciudadanos irlandeses viajar, vivir y trabajar sin restricciones en cualquier país dentro del Área Económica Europea y Suiza. Los ciudadanos irlandeses tienen visa o acceso de visa a su llegada a 173 países y territorios; el acceso internacional disponible para los ciudadanos irlandeses ocupa el quinto lugar en el mundo de acuerdo con el índice de restricciones de Visa.

## Historia

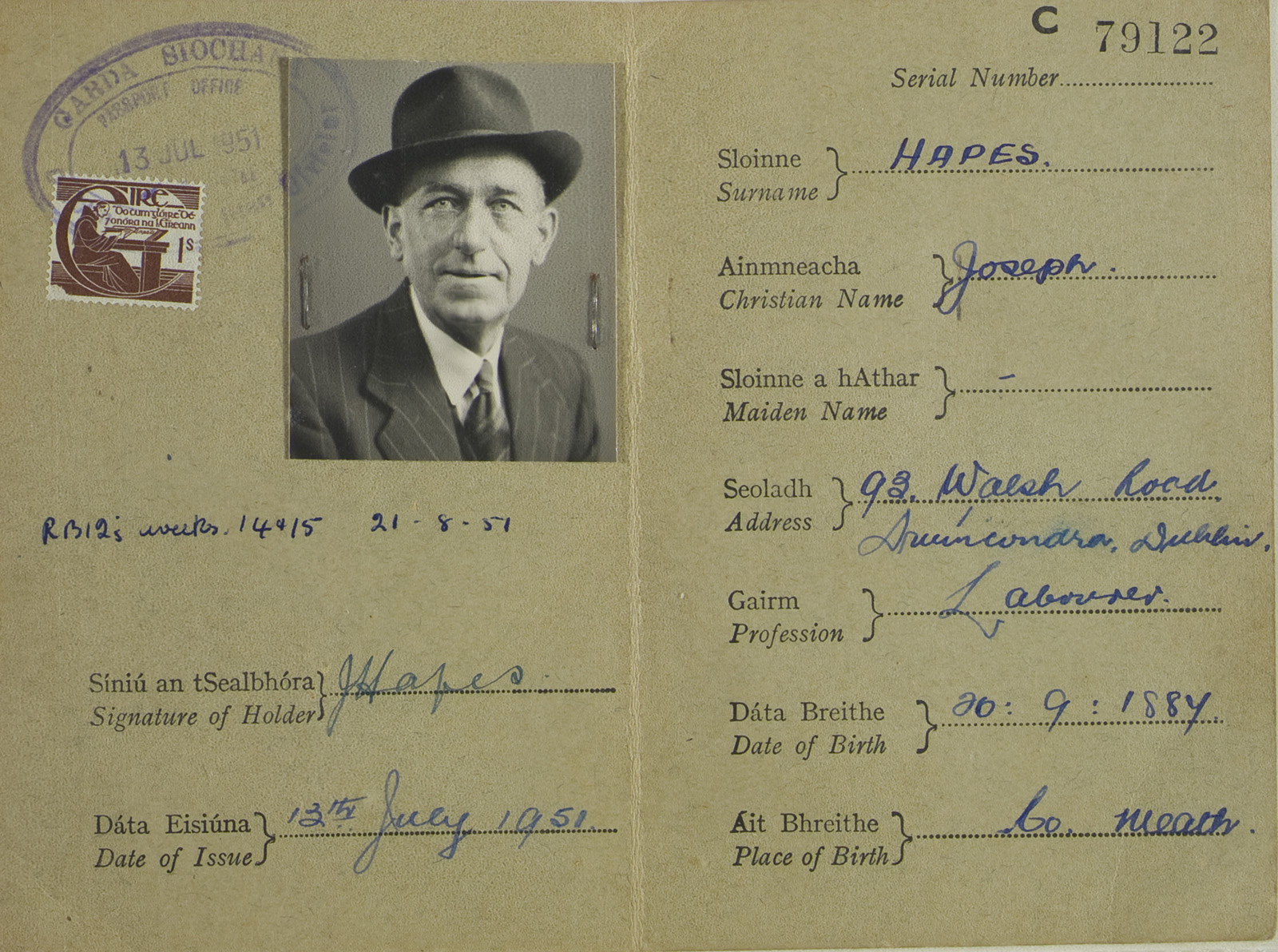
Una página de información de un pasaporte irlandés de 1951

El Estado Libre Irlandés fue creado en 1922 como un dominio de la Mancomunidad Británica, modelado explícitamente en el Dominio de Canadá. En ese momento, la condición de dominio era una forma limitada de independencia, y aunque la Constitución del Estado Libre Irlandés se refería a los ciudadanos del Estado Libre, los derechos y obligaciones de dichos ciudadanos se aplicaban solo "dentro de los límites de la jurisdicción del Estado Libre Irlandés". La primera vez que se utilizaron los pasaportes irlandeses fue por la delegación irlandesa a la Liga de las Naciones en agosto de 1923.
El Estado Libre irlandés notificó por primera vez al gobierno británico que propuso emitir sus propios pasaportes en 1923. Los irlandeses inicialmente propusieron que la descripción que le darían a sus ciudadanos en sus pasaportes sería "Citizen of the Irish Free State" ("Ciudadano del Estado libre irlandés")
El gobierno británico se opuso a esto. Insistió en que la descripción apropiada era "British subject" (Sujeto Británico), porque, entre otras cosas, el Estado libre irlandés era parte de la Mancomunidad Británica. El gobierno irlandés consideró el punto de vista británico. Posteriormente, el Gobernador General informó al Gobierno británico de que la descripción que generalmente (con algunas excepciones) se utilizaría sería "Citizen of the Irish Free State and of the British Commonwealth of Nations" ("Ciudadano del Estado Libre Irlandés y de la Mancomunidad Británica de Naciones"). Sin llegar a un acuerdo, el gobierno irlandés emitió sus primeros pasaportes al público en general el 3 de abril de 1924. usando esta descripción.
El gobierno británico no estaba satisfecho con este compromiso. Dio instrucciones a sus funcionarios consulares y de pasaportes en todas partes, de que los pasaportes irlandeses de Estado Libre no debían reconocerse si el titular no estaba descrito en el pasaporte como un ''Sujeto británico", 
porque, entre otros, el Estado Libre Irlandés era parte de la Mancomunidad Británica. El gobierno irlandés consideró el punto de vista británico. Posteriormente, el Gobernador General informó al Gobierno británico de que la descripción que generalmente (con algunas excepciones) se utilizaría sería "Ciudadano del Estado Libre Irlandés y de la Mancomunidad Británica de Naciones". Sin llegar a un acuerdo, el gobierno irlandés emitió sus primeros pasaportes al público en general el 3 de abril de 1924, usando esta descripción.

## Aspecto
Los pasaportes irlandeses utilizan el diseño estándar de la Unión Europea con una página de identidad legible por máquina y 32 o 66 páginas para visados. La cubierta es de color rojo oscuro con la imagen de un arpa, el símbolo nacional de Irlanda. Las palabras de la cubierta están en inglés y en irlandés. La página de identidad está impresa en irlandés, inglés y francés:
- Fotografía del titular del pasaporte (estándar 35*45 mm, en blanco y negro)[7]
- Tipo (P)
- País (IRL)
- Número de pasaporte
- Apellido
- Nombre
- Nacionalidad
- Fecha de nacimiento
- Sexo
- Lugar de nacimiento
- Fecha de emisión
- Fecha de vencimiento
- Autoridad emisora[8]

## Validez
El pasaporte estándar tiene una validez máxima de 10 años. Los pasaportes expedidos a menores de 3 a 17 años tienen una validez máxima de 5 años. Los pasaportes expedidos a menores de 0 a 3 años tienen una validez máxima de 3 años.